# De reuzenkrokodil
De reuzenkrokodil is een kort verhaal van Roald Dahl uit 1978. Het was het eerste verhaal van Dahl waarvoor Quentin Blake de tekeningen maakte.

## Verhaal
In het water midden in het oerwoud leven twee krokodillen, een grote en een kleine. De grote krokodil wil kinderen opeten, daarom verlaat hij het woud en gaat naar de mensenwereld. De olifant, de aap en de rolmopsvogel proberen hem nog tegen te houden, maar de krokodil trekt zich er niets van aan. 
De reuzenkrokodil bedenkt meerdere trucs. Eerst doet hij in de speeltuin alsof hij een wip is. Op de kermis gaat hij in de draaimolen staan en doet dan alsof hij een houten krokodil is. Ten slotte vermomt hij zich als picknickbank. Het lukt hem echter geen enkele keer om een kind te pakken; de andere dieren die de krokodil eerder in het woud was tegengekomen waarschuwen de kinderen steeds net op tijd.
Slurfie de olifant pakt uiteindelijk de reuzenkrokodil met zijn slurf vast en slingert hem de ruimte in, waarna de krokodil tegen de zon aan vliegt en levend verbrandt.

## Achtergrond
- In het verhaal komen twee dieren voor die ook bijrollen hebben in twee andere kinderboeken van Dahl, De griezels en Rotbeesten: de aap Muggle-Wump (Nederlands: Huppeldepup) en de rolmopsvogel Roly-Poly Bird (in het Nederlands gewoon "de rolmopsvogel").

- Bijzonder aan dit verhaal van Dahl is dat het een prentenboek is, terwijl de verhalen van Dahl in het algemeen echte leesverhalen zijn.

## Verfilming
In de jaren tachtig werd het boek als animatiefilm verfilmd, in de Nederlandse versie verteld door Paul de Leeuw.